# Aidanosagitta
Aidanosagitta is een geslacht uit de familie Sagittidae. Deze op zijn beurt maakt deel uit van de orde Aphragmophora, een klasse Sagittoidea uit de stam pijlwormen.

## Soorten
- A. alvarinoae
- A. bedfordii
- A. crassa
- A. delicata
- A. demipenna
- A. erythraea
- A. guileri
- A. johorensis
- A. meenakshiae
- A. nairi
- A. neglecta
- A. oceania
- A. ophicephala
- A. regularis
- A. septata
- A. tropica